# Dresden Freiberger Straße
Dresden Freiberger Straße – przystanek kolejowy w Dreźnie, w kraju związkowym Saksonia, w Niemczech. Znajdują się tu 2 perony.